# Didier Zokora
Alain Didier Zokora-Déguy (født 14. december 1980 i Abidjan, Elfenbenskysten) er en ivoriansk fodboldspiller, der spiller som defensiv midtbane, senest hos den tyrkiske Süperlig-klub Trabzonspor. Lige nu er han kontraktløs. Tidligere har han optrådt for belgiske Racing Genk, franske Saint-Étienne, spanske Sevilla samt Tottenham Hotspur fra England.

## Landshold
Zokora har (pr. 16. juni 2013) spillet 115 kampe og scoret ét mål for Elfenbenskystens landshold, som han debuterede for i år 2000. Han har repræsenteret sit land ved VM i 2006 og VM i 2010, samt ved Africa Cup of Nations i både 2006, 2008 og 2010.